# Битва під Оршею (картина)
«Битва під Оршею» — батальна картина, присвячена битві, що відбулась 8 вересня 1514 року між союзним литовсько-русько-польським та московським військами.
Картина знаходиться в зібранні Національного музею у Варшаві. Єдина відома картина такого типу з литовсько-руського та польського живопису часів Ренесансу, що дійшла до нашого часу.

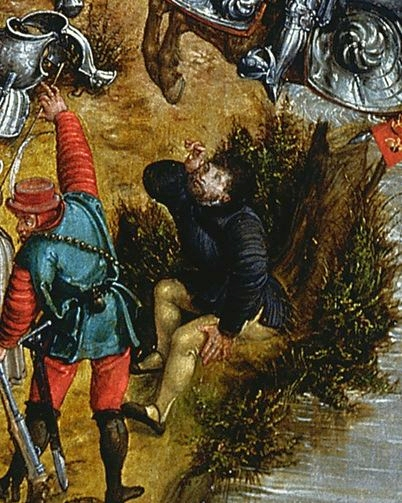
Автопортрет автора

## Автор
Анонімного майстра «Битви під Оршею» вважають одним з придворних майстрів-картографів, та зважаючи на техніку твору, автор був з кола Лукаса Кранаха Старшого. Подробиці у відновленні деталей вказують на безпосереднього учасника битви. На картині знаходиться автопортрет майстра — він представлений неозброєною постаттю у німецькому строю, який сидить на пеньку на березі Дніпра, споглядаючи за ходом битви та одночасно роблячи замальовку майбутнього твору. У експозиції Національного музею картина приписана німецькому живописцю Гансу Крелю.

## Опис
Картина зображує з висоти пташиного польоту різні етапи битви, про що свідчать одні і ті ж постаті, що з'являються у різних місцях — сам гетьман Костянтин Острозький представлений тричі. Деталі одягу та озброєння, так само як і зображення командирів ілюстровано реалістично та з великою детальністю — показані, наприклад, такі сцени, як виливання води зі зброї після переправи. Деякі сцени межують з гротеском, інші підкреслюють жорстокість битви.
Картина збереглась не цілком. Детальний аналіз показав, що вона була довшою та закінчувалась лінією горизонту. Порушення симетрії свідчить про те, що вона була зменшена 1/5 по ширині по лівій стороні, через що колони тяжкої піхоти що складали центр, тепер знаходяться з лівого краю.

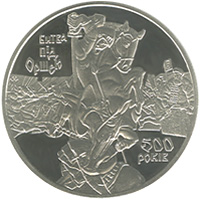
Реверс ювілейної монети з нагоди 500-річчя битви

## Сьогодення
14 жовтня 2014 року Національний банк України увів до обігу ювілейну монету з нагоди 500-річчя битви під Оршею на реверсі якої зображено символічну композицію битви, в основі якої — стилізовані фрагменти полотна «Битва під Оршею».